# Campeonato Africano de Ginástica Rítmica
O Campeonato Africano de Ginástica Rítmica é uma competição continental de ginástica rítmica esportiva realizada a cada dois anos e organizada pela Associação Africana de Ginástica.

## Edições
| Ano  | Cidade-sede     | País            |
| ---- | --------------- | --------------- |
| 2000 | Tunis           | Tunísia         |
| 2002 | Algiers         | Argélia         |
| 2004 | Thiès           | Senegal         |
| 2009 | Cairo           | Egito           |
| 2010 | Walvis Bay      | Namíbia         |
| 2012 | Pretoria        | África do Sul   |
| 2014 | Pretoria        | África do Sul   |
| 2016 | Walvis Bay      | Namíbia         |
| 2018 | Cairo           | Egito           |
| 2020 | Sharm El Sheikh | Egito           |
| 2022 | Cairo           | Egito           |
| 2023 | Moka            | Ilhas Maurícias |